# Fannia pallitibia
Fannia pallitibia är en tvåvingeart som först beskrevs av Camillo Rondani 1866.  Fannia pallitibia ingår i släktet Fannia och familjen takdansflugor. Arten är reproducerande i Sverige. Inga underarter finns listade i Catalogue of Life.